# Руні Барджі
Руні Барджі (швед. Roony Bardghji, нар. 15 листопада 2005, Ель-Кувейт, Кувейт) — шведський футболіст кувейтського походження, півзахисник данського клубу «Копенгаген» та молодіжної збірної Швеції.

## Біографія
Родина Руні з сирійського міста Алеппо, звідки вони переїхали до Кувейту в пошуках роботи. Там Руні й народився. Починав займатися футболом під керівництвом власного батька, який професійно займався футболом. У 2012 році Барджі разом з родиною перебрався до Швеції.

## Ігрова кар'єра

### Клубна
У Швеції Руні потрапив до академії клубу «Мальме», де грав за молодіжну команду. В листопаді 2020 року він перейшов до складу данського клубу «Копенгаген». Через рік у листопаді 2021 року Барджі дебютував у першій команді в турнірі данської Суперліги. Через тиждень Барджі відмітився голом у складі «Копенгагена» і тим самим став наймолодшим автором голу в історії Суперліги.

### Збірна
2 червня 2022 року 16-річний гравець зіграв свою першу гру у молодіжній збірній Швеції.

## Титули й досягнення
- Чемпіон Данії (3):

«Копенгаген»: 2021-22, 2022-23, 2024-25
- Володар Кубка Данії (2):

«Копенгаген»: 2022-23, 2024-25